# Кигали (провинция)
Кигали е една от петте провинции на Руанда. Провинцията е създадена в началото на януари 2006 като част от правителствената програма за децентрализиране, която преустрои локалните структури на правителството на страната.
Провинция Кигали е разположена в централната част на страната и е разделена е на 3 района. Столицата ѝ е град Кигали, който също е и столица на цяла Руанда. Площта ѝ е 730 квадратни километра, а населението – 1 132 686 души (по преброяване от август 2012 г.).